# Tatort: Unversöhnlich
Unversöhnlich ist ein Fernsehfilm aus der Krimireihe Tatort. Es ist der zweite Fall der Düsseldorfer Ermittler Flemming, Koch und Ballauf und die 263. Tatortfolge. Der vom Westdeutschen Rundfunk produzierte Beitrag wurde am 4. Oktober 1992 auf Das Erste zum ersten Mal gesendet.

## Handlung
Unternehmer Erwin Joest wird nach dem Liebesspiel mit einer jungen Blondine von seinem Fahrer im strömenden Regen abgeholt und auf dem Weg zum Fahrzeug von zwei dunklen Gestalten überfallen. Der Chauffeur zieht im Liegen seine Waffe. Der Entführer ist aber schneller und erschießt ihn. Vom Balkon aus sieht die Blondine noch die Rücklichter eines Transporters und benachrichtigt die Polizei.
Kriminalhauptkommissar Flemming wird beim Eintreffen an der Joest'schen Villa bereits ungeduldig von Sohn Markus erwartet. Im Wohnzimmer sitzen seine Frau Anita und seine Mutter Dorothea. Flemming geht von Entführung und einer hohen Lösegeldforderung aus. Keinen überrascht es, dass Joest von einer Bekanntschaft, Fräulein Vonhoff, kam. Die Studentin ist seit über zwei Jahren mit Joest zusammen und wird von ihm protegiert. Kurze Zeit später wird bei Joests Firma ein Umschlag mit einer Videokassette sowie einer schriftlichen Lösegeldforderung über 5 Millionen Mark abgegeben.
Ein Verdächtiger ist schnell gefunden: Der Freund Vonhoffs, Dieter Ahrweiler, ist vorbestraft und dreht kleinere Dinger mit zwei Freunden. Er wird zunächst aber nur observiert. Joest setzt sich mit Dr. Steinbeißer, dem kaufmännischen Leiter der E. Joest AG, telefonisch in Verbindung und nennt ihm die Modalitäten der Lösegeldübergabe im IC von Berlin nach Genf. Er wird mit vorgehaltener Pistole gezwungen, Fisch zu essen, obwohl er Fisch nicht mag. Offenbar wollen ihn die Entführer bewusst quälen.
Der Kontakt während der Geldkofferübergabe erfolgt topmodern über einen 386er-Laptop mit Modem. Ballauf wird aufgefordert, in den Schnellzug nach Trier zu wechseln. Dort wird er unterwiesen, den Geldkoffer aus dem Fenster zu werfen. Trotz aller Bemühungen Ballaufs können die Entführer den Koffer an sich bringen und entkommen. Unterdessen kann sich Erwin Joest fast befreien, wird aber von einem der Entführer wieder gefesselt. Trotz der erfolgreichen Millionenzahlung wird er nicht freigelassen. Dann demaskiert sich Markus Joest. Er kostet seinen Triumph aus, die komplette Düsseldorfer Polizei an der Nase herumgeführt zu haben. Zusammen mit seiner Frau, seiner Mutter und Kommissar Flemming entwickelt er Möglichkeiten, wie nun weiter zu verfahren sei. Bei Flemmings Aussage, wie clever die Entführer seien, wird er gleich ein paar Zentimeter größer. Kurz darauf lässt er nachts seinen Vater frei. Als der ihn zum finalen Schuss auffordert, kann er sich nicht dazu überwinden und schießt nur in die Luft.
Als Joest wieder zuhause ist, geht das Psychoduell zwischen Vater und Sohn weiter. Joest Senior will natürlich sein Geld wieder. Dieter Ahrweiler versucht eine Erpressung, wird  aber von Joest in eine Falle gelockt und von den Wachhunden Joests beinahe totgebissen. Plötzlich liegt Erwin Joest erschossen im Wohnzimmer. Dorothea Joest hat ihren Sohn vom Vater befreit, gesteht die Tat und will weiter keine Aussagen machen. Flemming kombiniert, dass „Tyrann“ Joest seinen Sohn Markus vor vier Jahren gezwungen hatte, seine damalige Liebschaft Anita zu heiraten und den eigenen Sohn als seinen auszugeben. Das Unternehmen sollte bis zur Volljährigkeit des angeblichen Enkels treuhänderisch geführt werden. Auch Markus Joest wird überführt: Er wird von der Vermieterin als Mieter der Wohnung identifiziert, in der Joest Senior gefangengehalten wurde.

## Hintergrund
Bei der Lösegeldübergabe schließt einer der Kidnapper sein Modem in einer der markanten Telefonzellen auf der Königsallee (Düsseldorf) an, die 1985 aufgestellt und 2013 abgebaut wurden. Als Adresse wird die Königsallee 56 genannt – hier befand sich bis 1994 die traditionsreiche Gaststätte Benrather Hof, seit Oktober 2000 steht hier das Sevens Center. Die genannte Adresse ist bemerkenswert, da bewusst gewählt – an dieser Stelle stand keine der fünf "Kö-Telefonzellen". Die in der Szene gezeigte Zelle stand an der Königsallee 68 (Ecke Grünstraße) einen Block weiter südlich, und in der letzten Einstellung blickt die Kamera nach Norden Richtung Kö-Galerie.

## Rezeption

### Einschaltquoten
Die Erstausstrahlung des Tatort Unversöhnlich am 4. Oktober 1992 wurde in Deutschland insgesamt von 11,63 Millionen Zuschauern gesehen und erreichte damit einen Marktanteil von 38 %.

### Kritiken
Die Kritiker der Fernsehzeitschrift TV Spielfilm schreiben: „Die guten Darsteller spielen sich gelangweilt durch einen müden Krimi.“ und urteilen: „Star-Riege in einem Krimi zweiter Klasse.“